# シェルビー郡 (テキサス州)
シェルビー郡（シェルビーぐん、英: Shelby County）は、アメリカ合衆国テキサス州の東部に位置する郡である。2010年国勢調査での人口は25,448人であり、2000年の25,224人から0.9％増加した。郡庁所在地はセンター市（人口5,193人）であり、同郡で人口最大の都市でもある。郡名はアメリカ独立戦争時の軍人で、初代ケンタッキー州知事を務めたアイザック・シェルビーに因んで名付けられた。

## 歴史
シェルビー郡は1836年に設立され、郡名はアメリカ独立戦争時の軍人で、初代ケンタッキー州知事を務めたアイザック・シェルビーに因んで名付けられた。

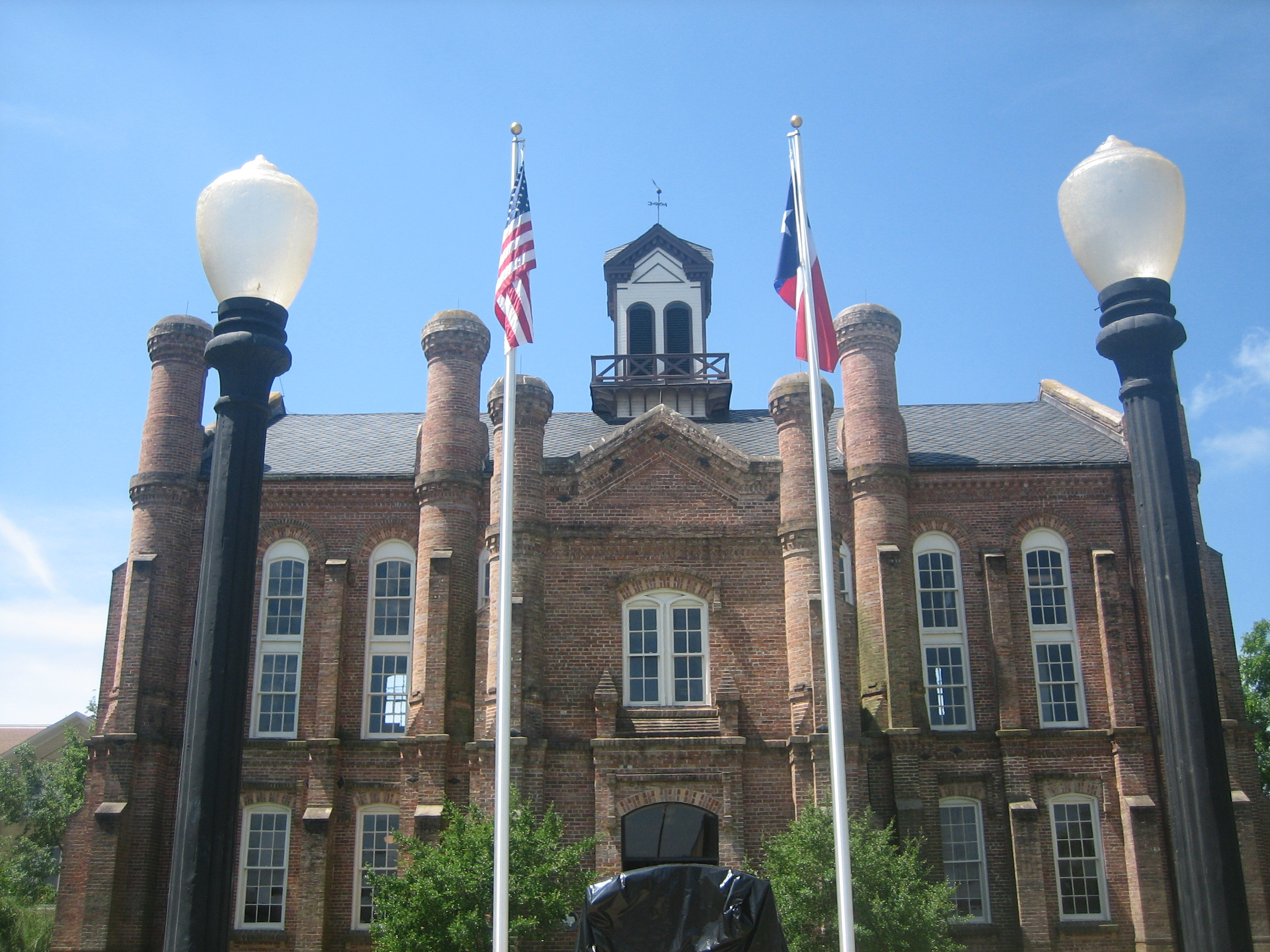
シェルビー郡旧郡庁舎、1885年建設、センター市中心街の基盤になっている

## 地理
アメリカ合衆国国勢調査局に拠れば、郡域全面積は835平方マイル (2,163 km2)であり、このうち陸地794平方マイル (2,056 km2)、水域は40平方マイル (104 km2)で水域率は4.84％である。

### 主要高規格道路
- アメリカ国道59号線
- アメリカ国道84号線
- アメリカ国道96号線
- テキサス州道7号線
- テキサス州道87号線
- テキサス州道147号線

### 隣接する郡
- パノラ郡 - 北
- デソト郡 (ルイジアナ州) - 北東
- サビーン郡 (ルイジアナ州) - 東
- サビーン郡 - 南
- サンオーガスティン郡 - 南
- ナカドーチェス郡 - 南西
- ラスク郡 - 北西

### 国立保護地域
- サビーン国立の森（部分）

## 人口動態

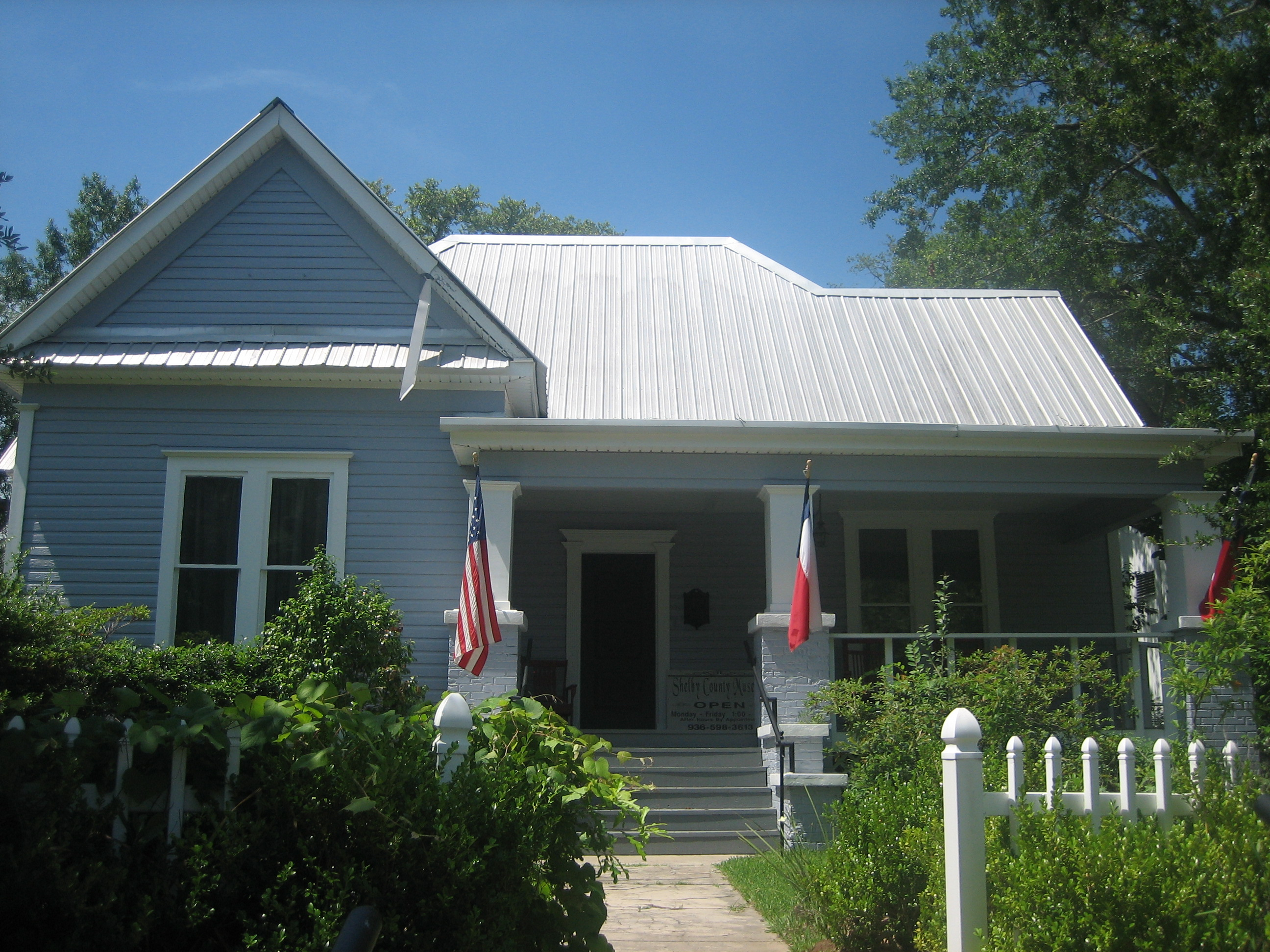
センター市のシェルビー郡博物館、古い住居が使われている

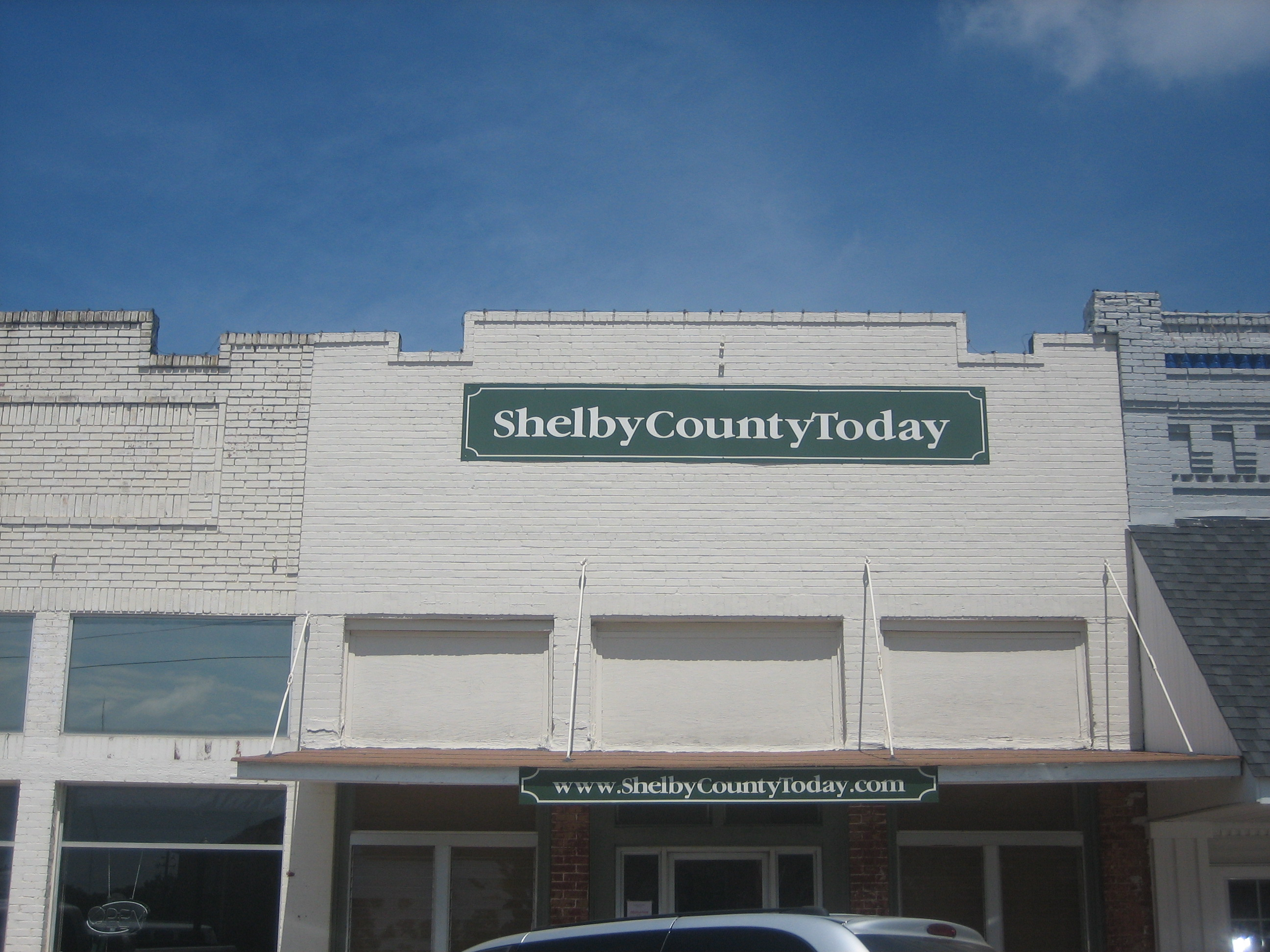
「シェルビー・カウンティ・トィデイ」オンライン新聞、2005年から運営されている

以下は2000年の国勢調査による人口統計データである。
| 基礎データ - 人口: 25,224人 - 世帯数: 9,595 世帯 - 家族数: 6,9087 家族 - 人口密度: 12人/km2（32人/mi2） - 住居数: 11,955軒 - 住居密度: 6軒/km2（15軒/mi2） 人種別人口構成 - 白人: 72.65% - アフリカン・アメリカン: 19.44% - ネイティブ・アメリカン: 0.36% - アジア人: 0.23% - 太平洋諸島系: 0.02% - その他の人種: 5.87% - 混血: 1.44% - ヒスパニック・ラテン系: 9.87% 年齢別人口構成 - 18歳未満: 26.6% - 18-24歳: 8.8% - 25-44歳: 25.8% - 45-64歳: 22.2% - 65歳以上: 16.6% - 年齢の中央値: 37歳 - 性比（女性100人あたり男性の人口） - 総人口: 92.4 - 18歳以上: 89.2 | 世帯と家族（対世帯数） - 18歳未満の子供がいる: 32.4% - 結婚・同居している夫婦: 55.1% - 未婚・離婚・死別女性が世帯主: 12.9% - 非家族世帯: 28.0% - 単身世帯: 25.4% - 65歳以上の老人1人暮らし: 13.6% - 平均構成人数 - 世帯: 2.59人 - 家族: 3.08人 収入と家計 - 収入の中央値 - 世帯: 29,112米ドル - 家族: 34,021米ドル - 性別 - 男性: 26,501米ドル - 女性: 20,280米ドル - 人口1人あたり収入: 15,186米ドル - 貧困線以下 - 対人口: 19.4% - 対家族数: 14.9% - 18歳未満: 24.7% - 65歳以上: 16.9% |

## 都市と町
- アーカディア
- ブルックリン
- センター - 郡庁所在地
- ドリーカ、未編入の町
- カックスレー
- ホアキン
- ポッサムトロット
- シェルビービル、未編入の町
- テナハ
- ティンプソン
- ウィーバー

## 教育
シェルビー郡の公共教育は下記の独立教育学区が管轄している。
- センター独立教育学区
- エクセルシア独立教育学区
- ホアキン独立教育学区、小部分がパノラ郡内
- サンオーガスティン独立教育学区、大半はサンオーガスティン郡内
- シェルビービル独立教育学区、小部分がサビーン郡内
- テナハ独立教育学区、小部分がパノラ郡内
- ティンプソン独立教育学区

## 交通
現在計画中のトランス・テキサス・コリダーの TTC-69路線が郡内を通ることになる。